# Veretillum cynomorium
Veretillum cynomorium (Pallas, 1766) è un ottocorallo della famiglia Veretillidae.